# ال‌جی جی۲ مینی
ال‌جی جی۲ مینی (LG G2 Mini) یک گوشی هوشمند اندرویدی توسعه یافته توسط ال‌جی الکترونیک است. از این گوشی در همایش جهانی گوشی همراه در بیست و سوم فوریه ۲۰۱۴ رونمایی شد. جی۲ مینی برای کسانی تولید شده که توانایی خرید ال‌جی جی۲ راندارند. این گوشی از رم، حافظه، نمایشگر و دوربین کمتری نسبت به جی۲ دارد و از برخی امکانات جی۲ معمولی محروم مانده است.

## مشخصات کلی
- سیستم عامل :اندروید ۴٫۴٫۲
- ابعاد صفحه :۴٫۷ اینچ
- حافظه داخلی :۸ گیگابایت
- باتری :Li-Ion 2440 میلی‌آمپر
- سیم کارت :دارای مدل دو سیم کارت (میکرو سیم)
- دوربین :۸ مگاپیکسل
- ابعاد گوشی :۹٫۸ × ۶۶ × ۱۲۹٫۶ میلیمتر
- وزن :۱۲۱ گرم
- شبکه ارتباطی :3G